# Понсакко
Понсакко (итал. Ponsacco) — коммуна в Италии, располагается в области Тоскана, в провинции Пиза.
Население составляет 13353 человека (2008 г.), плотность населения составляет 662 чел./км². Коммуна занимает площадь 19 км². Почтовый индекс — 56038. Телефонный код — 0587.
Покровителями коммуны почитаются святой апостол и евангелист Иоанн Богослов и святой мученик Констант, празднование в понедельник после второго воскресения октября.

## Демография
Динамика населения:

## Администрация коммуны
- Официальный сайт: http://www.comune.ponsacco.pi.it/